# Тубре
Тубре (итал. Tubre) је насеље у Италији у округу Болцано, региону Трентино-Јужни Тирол.
Према процени из 2011. у насељу је живело 723 становника. Насеље се налази на надморској висини од 1246 м.

## Становништво
Према резултатима пописа становништва 2011. у општини је живело 965 становника.
| 1931. | 1936. | 1951. | 1961. | 1971. | 1981. | 1991. | 2001. | 2011. |
| ----- | ----- | ----- | ----- | ----- | ----- | ----- | ----- | ----- |
| 1.034 | 1.102 | 993   | 1.004 | 991   | 955   | 952   | 949   | 965   |